# 생명 (1958년 영화)
"생명"(生命)은 한국에서 제작된 이강천 감독의 1958년 영화이다. 최성진 등이 주연으로 출연하였고 김정환 등이 제작에 참여하였다.

## 출연

### 주연
- 최성진
- 문정숙
- 장민호
- 이민자

## 기타
- 원작자: 김말봉
- 조명: 고해진
- 미술: 김정항